# Lozoyuela-Navas-Sieteiglesias
Lozoyuela-Navas-Sieteiglesias é um município da Espanha na província e comunidade autónoma de Madrid, de área 51,28 km² com população de 980 habitantes (2007) e densidade populacional de 16,48 hab/km².

## Demografia
| Variação demográfica do município entre 1991 e 2004 | Variação demográfica do município entre 1991 e 2004 | Variação demográfica do município entre 1991 e 2004 | Variação demográfica do município entre 1991 e 2004 |
| --------------------------------------------------- | --------------------------------------------------- | --------------------------------------------------- | --------------------------------------------------- |
| 1991                                                | 1996                                                | 2001                                                | 2004                                                |
| 616                                                 | 622                                                 | 688                                                 | 847                                                 |